# Лејк ов Вудс (Илиноис)
Лејк ов Вудс (енгл. Lake of the Woods) насељено је место без административног статуса у америчкој савезној држави Илиноис.

## Демографија
По попису из 2010. године број становника је 2.912, што је 114 (-3,8%) становника мање него 2000. године.
| Група             | 2000.         | 2010.         |
| Белци             | 2.931 (96,9%) | 2.723 (93,5%) |
| Афроамериканци    | 24 (0,8%)     | 25 (0,9%)     |
| Азијати           | 3 (0,1%)      | 13 (0,4%)     |
| Хиспаноамериканци | 23 (0,8%)     | 78 (2,7%)     |
| Укупно            | 3.026         | 2.912         |